# 新堀寛己
新堀 寛己（にいぼり ひろき、1934年4月17日 - ）は、ギター演奏家、新堀ギター音楽院創業者。東京都港区麻布出身。

## 略歴
少年時代からアンサンブルの音楽に興味を持ち始め、小学校時代からアンサンブル合奏団のリーダーになる。その後、高校時代にはオペレッタを上演。自ら作曲・編曲を行った。青山学院大学文学部卒業。
チェンバロ、ピッコロなどの音域に対応したギターの品種改良製品を数多く手がけ、これらは「新堀メソード」と呼ばれるまでになり、1961年に国立音楽大学で採用され、同大学のギター講師に就任した。1964年には後継ギター演奏家を育成するための「日本教育ギター連盟」を創設。
更に日本初となるギター演奏の合奏団「新堀ギターオーケストラ」を結成。世界のギタリストや管弦楽団との演奏を行ったり、海外公演も行われた。現在も世界各地を舞台にギターオーケストラ公演を行う傍ら、ギター演奏家の後継者育成に尽力する。現在は株式会社新堀ギターアカデミー会長等をつとめる。 